# 569
Évszázadok: 5. század – 6. század – 7. század
Évtizedek: 510-es évek – 520-as évek – 530-as évek – 540-es évek – 550-es évek – 560-as évek – 570-es évek – 580-as évek – 590-es évek – 600-as évek – 610-es évek
Évek: 564 – 565 – 566 – 567 –  568 – 569 – 570 – 571 – 572 – 573 – 574

## Események

### Európa
- A longobárdok sorra foglalják el Észak-Itália városait. Ősszel elesik Mediolanum (Milánó). A Pótól északra csak Ticinum (Pavia) áll ellen, amelyet három éves ostrommal foglalnak el a barbárok. A lakosság tömegesen menekül a bizánciak által ellenőrzött vidékekre. A longobárdok betörnek Burgundiába fosztogatni, ami megrontja a frank-longobárd viszonyt.
- II. Iusztinosz bizánci császár és felesége, Szophia a Szent kereszt egy darabját küldik ajándékba Radegundnak, I. Clothar frank király szent életű özvegyének. Radegund az általa alapított poitiers-i zárdában helyezi el az ereklyét. Erre az alkalomra írja Venantius Fortunatus a Vexilla regis c. himuszát.

### Ázsia
- Meghal Al-Hárit ibn Dzsabalah, a Bizánccal szövetséges arab Gasszánida dinasztia királya. Utóda fia, III. Al-Mundir ibn al-Hárit.
- III. Amr ibn Hindet, a Perzsiával szövetséges arab Lahmida dinasztia királyát egy lakomán meggyilkolja Amr ibn Kulszúm törzsfő, miután kettejük anyja összekülönbözött. Utóda öccse, Kábusz ibn al-Mundir.
- A dél-kínai Csen-dinasztiában Csen Hszü elfoglalja a Fej császár lemondatásával megürült trónt és felveszi a Hszüan uralkodói nevet.
- Meghal Vucseng, az Északi Csi dinasztia lemondott császára, aki régensként kormányzott 12 éves fia, Kao Vej helyett. Az állam ügyeit egy régenstanács intézi.

### Afrika
- Epheszoszi János szír püspök először említi a núbiai Alodia ekkor még pogány királyságát.
- A szaharai garamantok békeszerződést kötnek Bizánccal és áttérnek a kereszténységre.

## Halálozások
- Csi Vucseng-ti, az Északi Csi császára
- Al-Hárit ibn Dzsabalah, gasszánida király

## Fordítás
- Ez a szócikk részben vagy egészben  a(z)   569 című angol Wikipédia-szócikk ezen változatának fordításán alapul.  Az eredeti cikk szerkesztőit annak laptörténete sorolja fel. Ez a jelzés csupán a megfogalmazás eredetét és a szerzői jogokat jelzi, nem szolgál a cikkben szereplő információk forrásmegjelöléseként.